# Joma
Joma Sport, S.A. er en spansk producent af sportsbeklædning og sportssko. De har produkter indenfor fodbold, håndbold, løb, tennis, padel og sportstøj.
Joma blev etableret i 1965 af Fructoso López som en skoproducent. Navnet Joma stammer fra Fructuoso's førstefødte søn (José Manuel).